# Renault R24
Renault R24, ili R24 je bolid francuske momčadi Renault F1 u sezoni 2004. Službeno Mild Seven Renault F1 Team predstavio je 9. veljače 2004. bolid R24 u Teatro Massimo operi u Palermu na Siciliji.

## Bolid

### Tehnička analiza[4]
Nakon što su u sezoni 2003. ostvarili prvu pobjedu i po performansama se približili vodećem trojcu, Renaultov cilj za sezonu 2004. bio je otići jedno mjesto više. 
Renault je upravo zbog pitanja izdržljivosti svojih širokokutnih V motora (112° među redovima cilindara) u sezone 2005. napustio taj koncept i okrenuo se konfiguraciji sa 72°. Zbog kratkoće vremena za razvoj novog motora u biti uzeli su stari V10 motor s kojim je Renault sedam puta tijekom devedesetih osvajao naslov prvaka (posljednji put 1997. godine). U međuvremenu, mnoge momčadi prešle su na V10 motore s kutom od 90. Napravljen je napredak u performansama uz poboljšanu aerodinamiku i motora koji je bio snažniji od prošlogodišnjega. Integracija između motora i šasije napravljena je iznimno visoko. R24 već je u početku imao više aerodinamičnog pritiska od prošlogodišnjeg R23B.

### Motor RS24
U bolida se nalazio novi motor RS24, koji je napravljen za novo pravilo "jedan motor jedan GP vikend", za kojeg se u Renaultu nadali da će biti biti mnogo više pouzdan, što je bio jedan od glavnih problema za ekipu Renault u sezoni 2003.

## Vozači i sponzori
Renaultovi partneri u ovom poduhvatu za sezonu 2005., su već tradicionalno, Mild Seven, Total i Michelin, a tu su i Puma kao proizvođač odjeće, JOBS i DMG, Eutelsat, OZ Racing kao proizvođač naplataka, te Charmilles Technologies i 3D Systems.
Vozačka postava Renaulta je ista, Jarno Trulli i Fernando Alonso, dok je jedino došlo do promjene kod test vozača, a tu je dužnost obavljao Franck Montagny. Krajem sezone Trullija je na mjestu drugog vozača zamijenio bivši svjetski prvak Jacques Villeneuve.

## Sezona 2004.
Jarno Trulli prvi je imao priliku voziti R24 na testiranjima u Barceloni. Prvog dana Trulli je bio na testovima deseti, 2.1 sekundu sporiji od prvog Ralfa Schumachera u Williamsu.  Drugog dana testiranja u Barceloni Alonso je testirao zajedno s Franck Montagnyem i završio drugi s vremenom 1'14"687. Alonso je na trećeg i četvrtog dana postavio najbolje i drugo najbolje vrijeme i time zaključio testiranja u Barceloni.
Na prvim kvalifikacijama sezone za utrku u Australiji Alonso je bio peti, a Trulli deveti. U utrci Alonso je stigao do trećeg mjesta i popeo se na pobjedničko postolje, a dva mjesta je Trulli napredovao i osvojio sedmo mjesto. Na drugoj utrci sezone za VN Malezije Renault je uzeo peto i sedmoj mjesto (Trulli 5., Alonso 7.), dok su u Bahreinu četvrto i šesto. Na četvrtoj utrci u San Marinu nakon solidnih kvalifikacija Alonso i Trulli nastavili su s dobrim rezultatima i osvojili čevrto i peto mjesto a na trci za VN Španjolske Trulli uzeo drugo postolje za Renault, te odmah iza njega na četvrtom mjestu bio Alonso. Trulli je na kvalifikacijama za VN Monaka postigao svoj prvi pole position u karijeri, a Alonso upotpunio dobre kvalifikacije Renaulta trećim mjestom na startu. U samoj utrci Trulli je zadržao istu poziciju. Na utrci za VN Europe Trulli je svoj Renault doveo do četvrte pozicije i bio brži od Alonsa koji je utrku završio na petoj poziciji. U Kanadi oba Renaulta nisu završila utrku, dok je Alonso nije završio nekoliko tjedana kasnije u SAD-u. Renaultu se sve vratilo na domaćoj stazi VN Francuske kada je Alonso je osvojio treći pole position u karijeri, a u utrci stigao do drugog mjesta. Problemi su se ponovo pojavili u kvalifikacija za VN Velike Britanije nakon što je Alonso bio prisiljen utrku započeti sa 16. pozicije zbog promjene motora.
U samoj utrci Alonso je dogurao do desetog mjesta, dok je Trulli imao veliku nesreću, na sreću bez većih posljedica. U Njemačkoj Alonso je Renaultu donio treće mjesto i treće postolje u sezoni. Dan kasnije, Trulli je objavio da će na kraju sezone napustiti momčad. Alonso je nastavio pokazivat dobru formu Renaulta i na Hungaroringu VN Mađarske popevši se ponovo na istu stepenicu. U Belgiji je Trulli zauzeo osmo mjesto (iako je u kvalifikacijama imao pole position), dok je Alonso odustao kao Trulli utrku prije. Na Monzi Alonso je u kvalifikacijama zauzeo četvrto mjesto, ali je zbog izlijetanja u utrci odustao. Trulli se plasirao na sredinu poretka i zauzeo 10. mjesto. Zbog sukoba Flavia Briatorea s Trullijem, došlo je do raskida ugovora i Renault je krenuo u brzu potragu za novim vozačem. Stupli su u kontakt s bivšim svjetskim prvakom Jacquesom Villeneuveom koji se pridružio momčadi na posljednje tri utrke sezone.
 Na prvoj VN Kine Alonso je osvojio četvrto mjesto i vratio u utrku Renault za BAR-om za drugo mjesto u poretku konstruktora. Villeneuve je u svom debiju za Renault stigao do jedanaestog mjesta. Međutim, na pretposljednjoj utrci sezone, VN Japana, šanse su se svele na minimum jer su dva BAR-a zauzela su treće i četvrto mjesto, dok je Alonso bio tek peti, a Villeneuve bez bodova. U posljednjoj utrci VN Brazila BAR je uspio obraniti drugo mjesto u poretku konstruktora, tako da je Renault sezonu završio kao treća momčad prvenstva. 

## Potpuni popis rezultata u F1
(legenda) (Utrke označene debelim slovima označuju najbolju startnu poziciju) (Utrke označene kosim slovima označuju najbrži krug utrke)
| Godina | Momčad                | Motor       | Gume | Vozači             | 1   | 2   | 3   | 4   | 5   | 6   | 7   | 8   | 9   | 10  | 11  | 12  | 13  | 14  | 15  | 16  | 17  | 18  | Bodova | Poredak |
| ------ | --------------------- | ----------- | ---- | ------------------ | --- | --- | --- | --- | --- | --- | --- | --- | --- | --- | --- | --- | --- | --- | --- | --- | --- | --- | ------ | ------- |
| 2004.  | Mild Seven Renault F1 | Renault V10 | M    |                    | AUS | MAL | BHR | SMR | ŠPA | MON | EUR | KAN | SAD | FRA | VBR | NJE | MAĐ | BEL | ITA | KIN | JAP | BRA | 105    | 3.      |
| 2004.  | Mild Seven Renault F1 | Renault V10 | M    | Jarno Trulli       | 7   | 5   | 4   | 5   | 3   | 1   | 4   | Ret | 4   | 4   | Ret | 11  | Ret | 9   | 10  |     |     |     | 105    | 3.      |
| 2004.  | Mild Seven Renault F1 | Renault V10 | M    | Fernando Alonso    | 3   | 7   | 6   | 4   | 4   | Ret | 5   | Ret | Ret | 2   | 10  | 3   | 3   | Ret | Ret | 4   | 5   | 4   | 105    | 3.      |
| 2004.  | Mild Seven Renault F1 | Renault V10 | M    | Jacques Villeneuve |     |     |     |     |     |     |     |     |     |     |     |     |     |     |     | 11  | 10  | 10  | 105    | 3.      |

## Vanjske poveznice
- Službena stranica Renault F1 Team  Arhivirana inačica izvorne stranice od 26. svibnja 2005. (Wayback Machine)